# Carnaval de Los Llanos de Aridane
El Carnaval de Los Llanos de Aridane es una fiesta de carnaval celebrada en la localidad palmera de Los Llanos de Aridane (Islas Canarias, España). Se caracteriza por una manifestación que ha sido incorporada de manera oficial en el año 1993 la añeja tradición de las viejas: Las Viejas a Caballotas.
Las Viejas a Caballotas es una fiesta de disfraces en la que se simula que el caballero va montado a caballo (caballotas) sobre una vieja, y danzando al son de una polka compuesta por el palmero Juan García.